# Física moderna

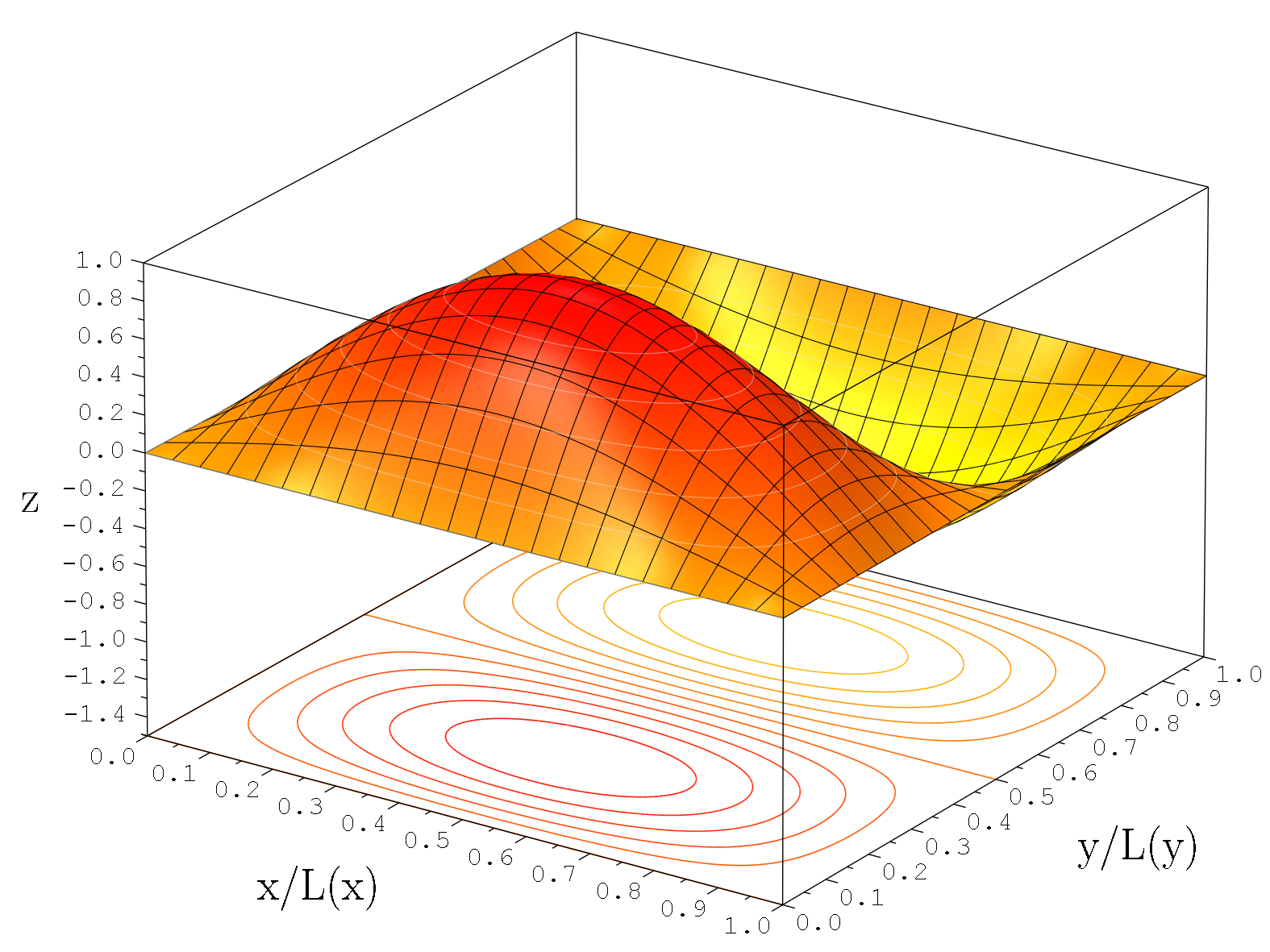
La mecánica cuántica reintrodujo de nuevo el indeterminismo en la física, al introducir elementos de incertidumbre y probabilidad en la teórica física. Simplificadamente una partícula subatómica estable se puede describir por una función de onda a partir de la cual pueden calcularse las probabilidades de mediciones experimentales sobre la partícula. En la figura un esquema de una partícula encerrada en una caja bidimensional. Las líneas de nivel sobre el plano inferior están relacionadas con la probabilidad de presencia.

La física moderna comienza entre finales del siglo XIX y principios del siglo XX. La física moderna se refiere a los desarrollos dentro de los enfoques relativista (teoría de la relatividad) y cuántico (física cuántica). Aunque también durante el siglo XX se hicieron avances en otros campos de la física clásica, como la teoría del caos.
Aunque se han realizado experimentos de física moderna con anterioridad, se considera como punto de inicio de la física moderna el año 1900, cuando el alemán Max Planck propone la idea del «cuanto de acción». Planck propuso la idea de que la energía se dividía en unidades indivisibles (quanta), y que ésta no era continua como decía la física clásica; es decir, que todos los niveles de energía posibles son múltiplos de un nivel de energía mínimo llamado cuanto. Por ello nace esta nueva rama de la física, que estudia las manifestaciones que se producen en los átomos, los comportamientos de estas partículas que forman la materia y las fuerzas que las rigen. Se conoce, generalmente, por estudiar los fenómenos que se producen a la velocidad de la luz o valores cercanos a ella, o cuyas escalas espaciales son del orden del tamaño del átomo o inferiores.
Los temas anteriormente tratados de la física clásica no servían para resolver los problemas presentados, ya que estos se basan en certezas y la física moderna en probabilidades, lo que provocó dificultades para adaptarse a las nuevas ideas.
Uno de los enfoques de la física actual es comprender la relación entre las fuerzas que rigen la naturaleza, la gravedad, el electromagnetismo, la fuerza nuclear fuerte y la fuerza nuclear débil. Las tres últimas integradas en el modelo estándar de 1973. Sin embargo, la gravedad no encaja en este esquema y tampoco existe una teoría unificada de la cromodinámica cuántica y la teoría electrodébil. Comprender y lograr una teoría de unificación, para así poder entender el universo y sus partículas.
La física moderna se suele dividir en dos ramas principales, la mecánica cuántica, útil para abordar temas como la física nuclear, atómica o molecular, y la teoría de la relatividad, útil para abordar temas como la cosmología.

## sigloXX

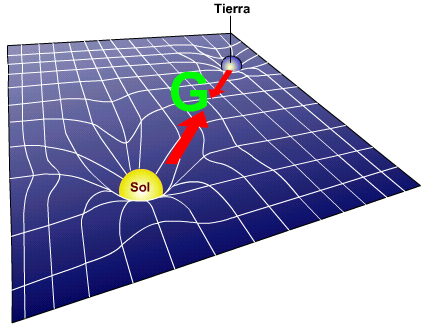
La teoría de la relatividad general demostró que la geometría del espacio-tiempo no era fija sino que dependía del movimiento de los cuerpos y la distribución de materia, de hecho la curvatura del espacio-tiempo puede relacionarse con el tensor de energía-impulso que caracteriza la distribución de materia.

El siglo XX estuvo marcado por el desarrollo de la física como ciencia capaz de promover el desarrollo tecnológico. A principios de este siglo los físicos consideraban tener una visión casi completa de la naturaleza. Sin embargo pronto se produjeron dos revoluciones conceptuales de gran calado: El desarrollo de la teoría de la relatividad y el comienzo de la mecánica cuántica. Estos dos marcos conceptuales desafiaban asunciones fundamentales de la mecánica clásica. Por un lado, la relatividad acaba con el carácter absoluto del tiempo y con la idea de que el espacio físico tiene geometría euclidiana a cualquier escala. Por otro lado, la mecánica cuántica acaba con el determinismo de la mecánica clásica y admite la existencia de estados físicos que combinan atributos clásicamente incompatibles.
En 1905, Albert Einstein, formuló la teoría de la relatividad especial, en la cual el espacio y el tiempo se unifican en una sola entidad, el espacio-tiempo. La relatividad formula ecuaciones diferentes para la transformación de movimientos cuando se observan desde distintos sistemas de referencia inerciales a aquellas dadas por la mecánica clásica. Ambas teorías coinciden a velocidades pequeñas en relación con la velocidad de la luz. En 1915, extendió la teoría especial de la relatividad para explicar la gravedad, formulando la teoría general de la relatividad, la cual sustituye a la ley de gravitación universal de Isaac Newton. En esta teoría esto se hace, asumiendo que el espacio-tiempo es curvo y, por tanto, su geometría no sería euclidiana.
En 1911, Rutherford dedujo la existencia de un núcleo atómico cargado positivamente a partir de experiencias de dispersión de partículas. A los componentes de carga positiva de este núcleo se les llamó protones. Los neutrones, que también forman parte del núcleo pero no poseen carga eléctrica, los descubrió Chadwick en 1932.
En los primeros años del siglo XX Planck, Einstein, Bohr y otros desarrollaron la teoría cuántica a fin de explicar resultados experimentales anómalos sobre la radiación de los cuerpos. En esta teoría, los niveles posibles de energía pasan a ser discretos. En 1925, Heisenberg y, en 1926, Schrödinger y Dirac formularon la mecánica cuántica, en la cual explican las teorías cuánticas precedentes. En la mecánica cuántica, los resultados de las medidas físicas son probabilísticos; la teoría cuántica describe el cálculo de estas probabilidades.
La mecánica cuántica suministró las herramientas teóricas para la física de la materia condensada, la cual estudia el comportamiento de los sólidos y los líquidos, incluyendo fenómenos tales como estructura cristalina, semiconductividad y superconductividad. Entre los pioneros de la física de la materia condensada se incluye Bloch, el cual desarrolló una descripción mecano-cuántica del comportamiento de los electrones en las estructuras cristalinas (1928).
La teoría cuántica de campos se formuló para extender la mecánica cuántica de manera consistente con la teoría especial de la relatividad. Alcanzó su forma moderna a finales de la década de 1940 gracias al trabajo de Feynman, Schwinger, Tomonaga y Dyson. Ellos formularon la teoría de la electrodinámica cuántica, en la cual se describe la interacción electromagnética.
La teoría cuántica de campos suministró las bases para el desarrollo de la física de partículas, la cual estudia las fuerzas fundamentales y las partículas elementales. En 1954, Yang y Mills desarrollaron las bases del modelo estándar. El modelo electrodébil, que mostraba que las fuerzas electromagnéticas y la fuerza nuclear débil eran aspectos del mismo campo de fuerzas, fue desarrollado durante los años 1960 (Sheldon Lee Glashow, Abdus Salam y Steven Weinberg recibieron el Premio Nobel de Física en 1979 por sus contribuciones a esa teoría). El modelo estándar fue desarrollado en los años 1970.
Durante la última parte del siglo XX, se desarrolló enormemente la astrofísica, y se trabajó intensamente en teorías de gran unificación y la teoría de supercuerdas que a principios del siglo XXI seguían siendo teorías especulativas. En 1998, se descubrió inesperadamente que la expansión del universo se estaba acelerando, lo que creaba un nuevo problema no resuelto de la física

## sigloXXI

Representación de una variedad de Calabi-Yau un tipo de objeto geométrico usado por los teóricos de supercuerdas.

La física sigue enfrentándose a grandes retos, tanto de carácter práctico como teórico, a comienzos del siglo XXI. El estudio de los sistemas complejos dominados por sistemas de ecuaciones no lineales, tal y como la meteorología o las propiedades cuánticas de los materiales que han posibilitado el desarrollo de nuevos materiales con propiedades sorprendentes. A nivel teórico la astrofísica ofrece una visión del mundo con numerosas preguntas abiertas en todos sus frentes, desde la cosmología hasta la formación planetaria. La física teórica continúa sus intentos de encontrar una teoría física capaz de unificar todas las fuerzas en un único formulismo en lo que sería una teoría del todo. Entre las teorías candidatas debemos citar a la teoría de supercuerdas.
El descubrimiento de la expansión acelerada del universo llevó a un interés renovado por la cosmología, en particular a los trabajos teóricos sobre la energía oscura y la materia oscura. Además, el trabajo de Juan Martín Maldacena sobre la «correspondencia AdS/CFT» arrojaría nueva luz sobre otra conjetura física conocida como principio holográfico.
El período que va de 1973 a la actualidad ha sido considerado por algunos físicos importantes como Lee Smolin y otros, un período excepcional ya que durante él se hicieron proporcionalmente menos teóricos nuevos que durante otros períodos del siglo XX, estando la física dominada por teorías altamente especulativas sobre las que ha sido difícil obtener evidencias empíricas que permitan un avance seguro. Gran parte de los éxitos experimentales como la detección de los bosones W y Z, o la detección del bosón de Higgs (2012) son confirmaciones de teorías desarrolladas con anterioridad a 1975, por lo que realmente no son confirmaciones de las teorías en las que han trabajado los físicos teóricos en las últimas décadas.